# Квинт Помпей (народный трибун)
Квинт Помпей (лат. Quintus Pompeius; II век до н. э.) — римский политический деятель из плебейского рода Помпеев, народный трибун 132 года до н. э.

## Биография
Квинт Помпей упоминается в источниках только в связи со своим трибунатом. Он принадлежал к числу противников ещё одного трибуна, Тиберия Семпрония Гракха. Когда последний заявил, что судьбой Пергамского царства должен распорядиться народ, а не сенат, Помпей в ответ обвинил Гракха в претензиях на царскую власть. По словам Квинта, жившего по соседству с Тиберием, тот якобы получил диадему и багряницу из сокровищницы пергамских царей. В ответ на предложение Тиберия передать наследство Аттала в распоряжение римского народа Помпей поклялся, что привлечёт его к суду сразу по истечении срока магистратуры.
По другой версии, в этой истории речь идёт не о народном трибуне, а о консуляре с тем же именем.